# Brotogeris jugularis
Brotogeris jugularis là một loài chim trong họ Psittacidae.

## Hình ảnh

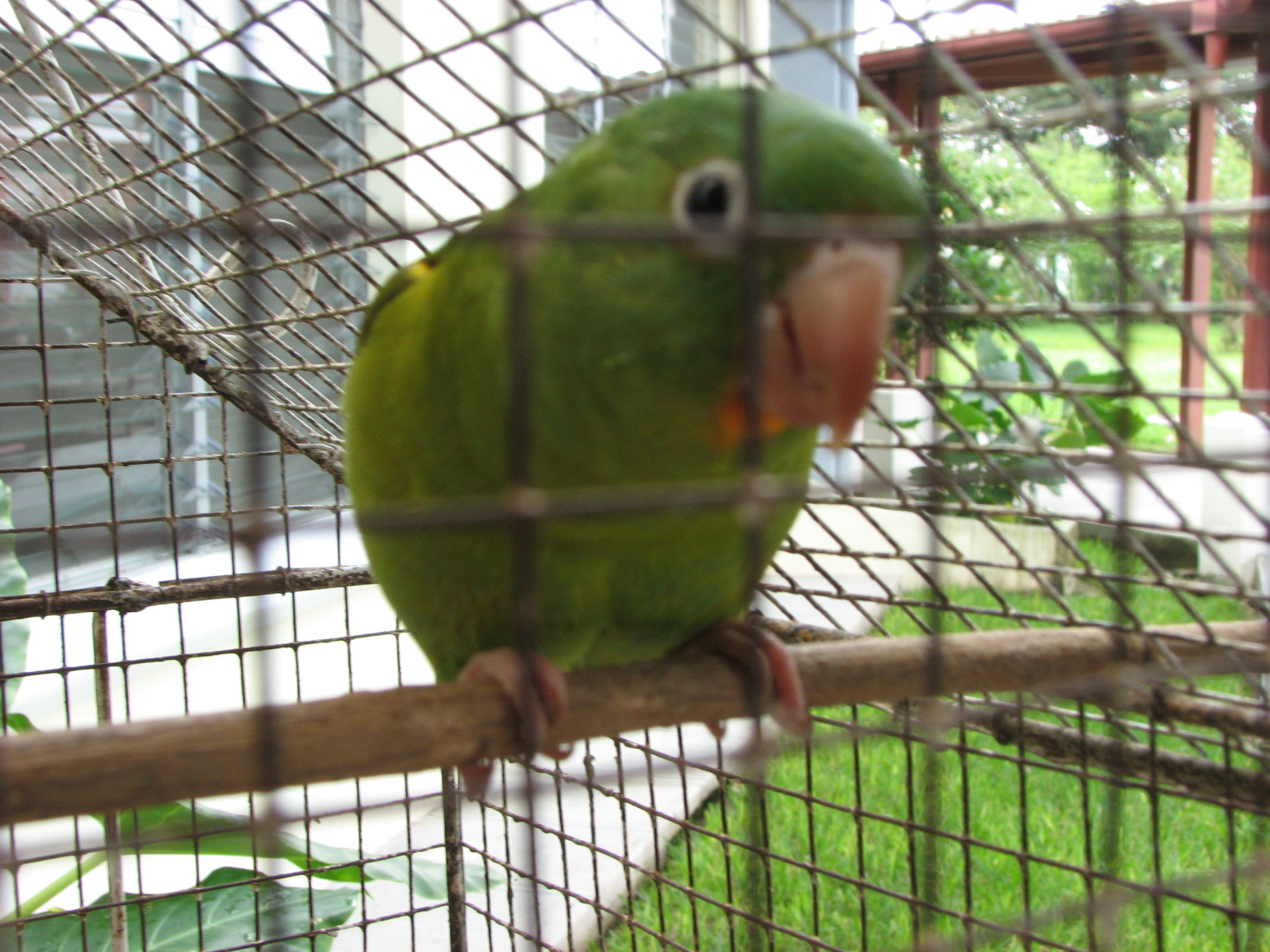
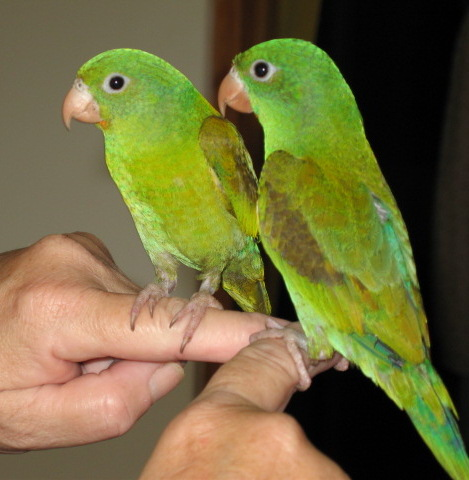
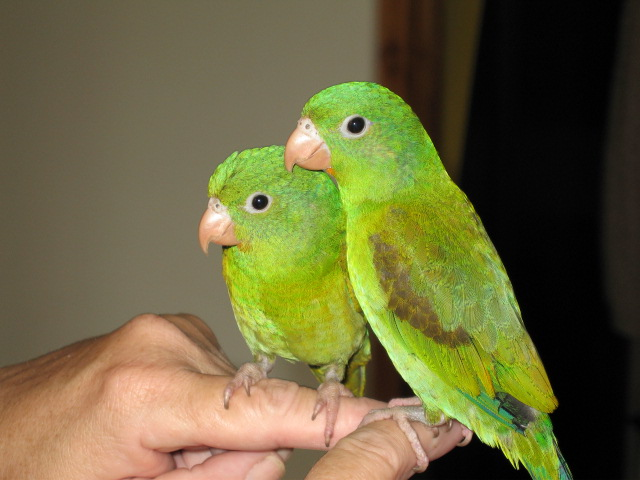
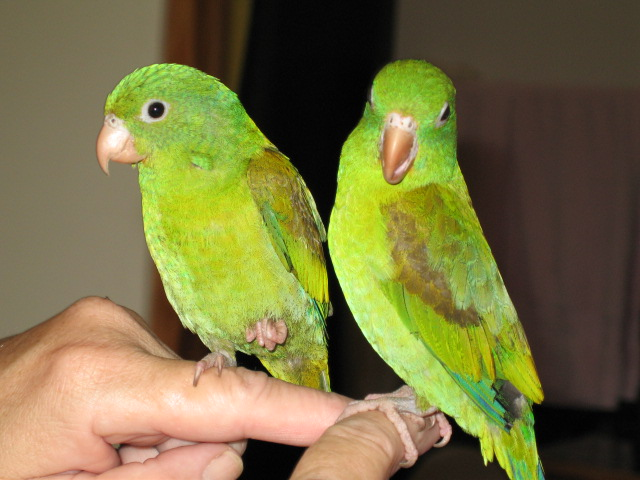
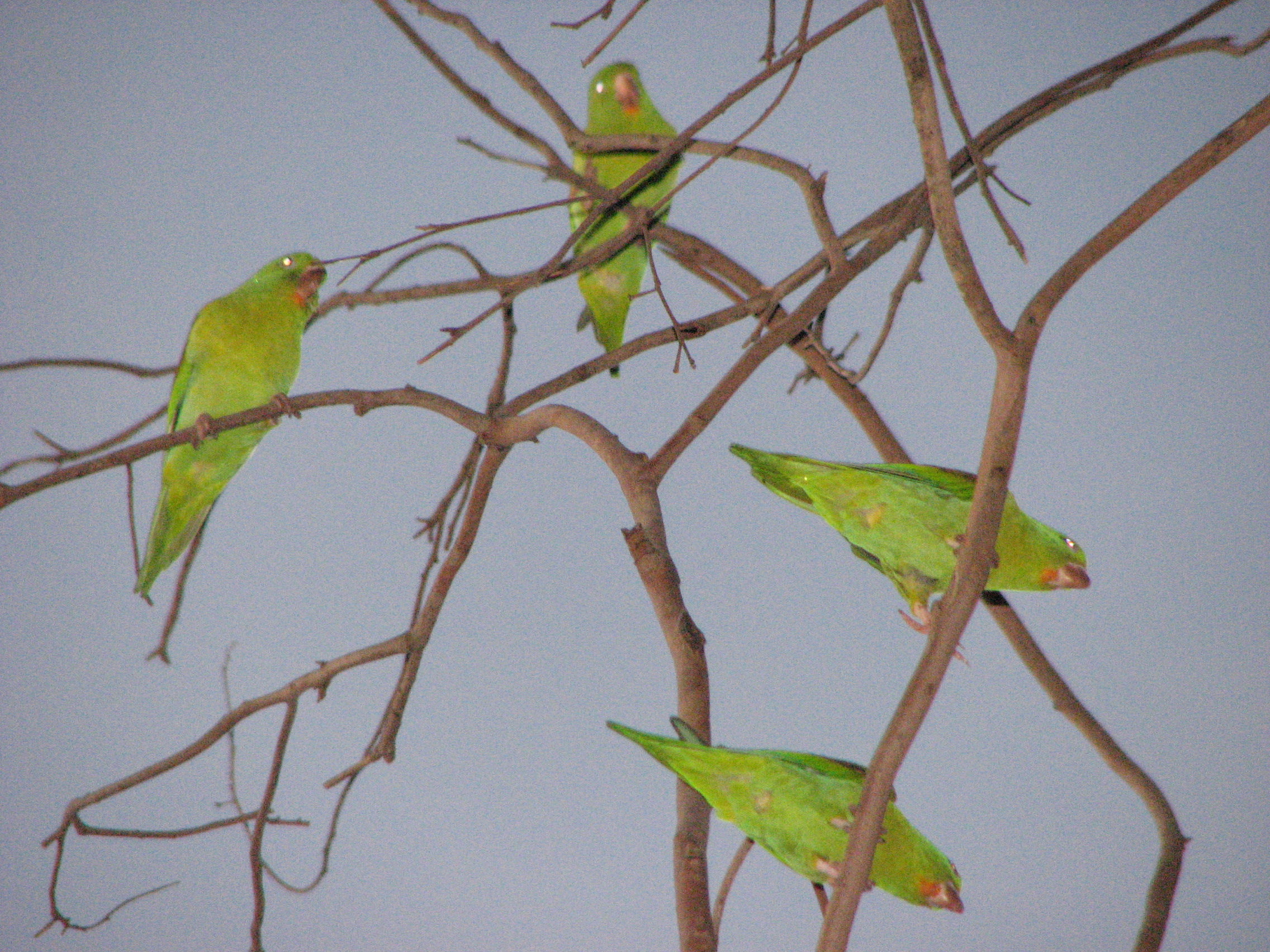